# Lądowisko Bielsk Podlaski
Lądowisko Bielsk Podlaski – lądowisko sanitarne w Bielsku Podlaskim, w województwie podlaskim, położone przy ul. Kleszczelowskiej 1. Przeznaczone jest do wykonywania startów i lądowań śmigłowców sanitarnych i ratowniczych w dzień i w nocy o dopuszczalnej masie startowej do 5700 kg. 
Oficjalne otwarcie lądowiska odbyło się 4 listopada 2010.
Zarządzającym lądowiskiem jest Samodzielny Publiczny Zakład Opieki Zdrowotnej w Bielsku Podlaskim. W roku 2011 zostało wpisane do ewidencji lądowisk Urzędu Lotnictwa Cywilnego pod numerem 89.